# Richard Bach
Richard David Bach (Oak Park, Illinois, 23 de junio de 1936) es un escritor estadounidense. Es ampliamente conocido por sus novelas Juan Salvador Gaviota e Ilusiones, entre otras. Los libros de Bach exponen su filosofía de que los aparentes límites físicos y mortalidad son solo apariencias. Bach es reconocido por su amor a volar y sus libros relacionados con la aviación. Ha seguido volando como un hobby desde los 17 años.

## Primeros años de vida
Sus padres eran Roland Robert Bach y Ruth Helen Shaw, en 1940, se mudaron a Long Beach, California, cuando Richard era un niño. Éste estudió en el colegio Long Beach State College y más tarde se graduó en la Universidad Estatal de California en Long Beach como mecánico de fabricación de aviones y de estaciones generadoras de energía.
De 1957 a 1962 fue piloto de la Fuerza Aérea de los Estados Unidos. Durante esa época empezó a escribir algunos artículos para revistas especializadas en aviación, convirtiéndose en 1963 en editor de la revista Flying, cargo que ocupó hasta 1964. Toda su vida ha estado unida a la aviación, llegando a afirmar que volar era su religión.

### Vida familiar
A pesar de que no creía en el matrimonio, Bach se casó y se divorció 3 veces y tuvo 6 hijos con su primera esposa, Bette Jeanne Franks. También piloto, es autora de Patterns: Tales of Flying and of Life, un libro sobre su vida como piloto y madre soltera. Escribió y editó la mayor parte de los escritos de aviación de Richard. Se divorciaron en 1970 y Bach pasó años sin ver a sus hijos.
El hijo de Richard y Bette, Jonathan, llamado así por el personaje principal del superventas de Bach, Juan Salvador Gaviota, es ingeniero de software y periodista. Escribió el libro Above the Clouds de 1993, sobre crecer sin conocer a su padre y luego conocerlo como estudiante universitario. Richard dio su aprobación, aunque señaló que incluía algunos antecedentes personales que "preferiría no ver impresos".
Sus otros hijos son Robert, piloto de una aerolínea comercial; Kristel; James Marcus Bach, experto en informática y escritor; Erika; y su hija menor, Bethany, quien murió en un accidente a la edad de 15 años en 1985.
Su segunda esposa fue la actriz Leslie Parrish, a la que conoció durante el rodaje de la película de Juan Salvador Gaviota en 1973. Durante su noviazgo escribió El puente hacia el infinito. Se volvió a casar en abril de 1999, con 63 años, con su tercera esposa, Sabryna Nelson-Alexopoulos, de 29 años.

## Carrera
Casi todos sus libros tienen relación con el vuelo y los aviones. Su éxito más famoso fue Juan Salvador Gaviota. La espiritualidad es uno de los temas principales de este libro, que fue incluido en una publicación titulada 50 clásicos espirituales, y de libros como Manual del Mesías: Recordatorios para el Alma Avanzada e Ilusiones cuyo título original es Illusions: The Adventures of a Reluctant Messiah, entre otros.
Después, trabajó como mecánico de fabricación de aviones y como mecánico de estaciones generadoras de energía eléctrica.

## Algunas frases
- "No pierdas tu pasión por el cielo y te prometo: lo que amas hallará el modo de alzarte de la tierra, muy alto, hasta darte respuestas para todas las preguntas que puedas formular". (El puente hacia el infinito)[2]
- "Un diminuto cambio hoy nos lleva a un mañana dramáticamente distinto. Hay grandiosas recompensas para quienes escogen las rutas altas y difíciles, aunque esas recompensas permanezcan ocultas por años". (Uno)[2]

## Obras
- Ajeno a la Tierra (1963) Stranger to the Ground.
- Biplano (1966) Biplane.
- Nada es azar (1969) Nothing by Chance.
- Juan Salvador Gaviota (1970) Jonathan Livingston Seagull.
- El don de volar (1974) A Gift of Wings.
- Ilusiones (1977) Illusions: The Adventures of a Reluctant Messiah.
- Ningún lugar está lejos (1979) There's No Such Place as Far Away.
- El puente hacia el infinito (1984) The Bridge Across Forever: A Love Story.
- Uno (1988) One.
- Al otro lado del tiempo (1993).
- Alas para vivir (1995) Running from Safety.
- Fuera de mi Mente (2000) Out of my Mind.
- Crónicas de los hurones I. En el mar (2002).
- Crónicas de los hurones II. En el aire (2002).
- Crónicas de los hurones III. Con las musas (2003).
- Crónicas de los hurones IV. En el rancho (2003).
- Manual del Mesías: Recordatorios para el Alma Avanzada (2004) Messiah's Handbook: Reminders for the Advanced Soul.
- Vidas Curiosas: Las Aventuras de las Crónicas del Hurón (2005) Curious Lives: Adventures from the Ferret Chronicles.
- Vuela Conmigo (2009) Hypnotizing Maria.
- Gracias a tus malos padres (2012) Thank Your Wicked Parents: Blessings from a Difficult Childhood.
- Viajes con Puff (2013) Travels with Puff: A Gentle Game of Life and Death.